# Júlio Levy
Julio Levy (Rio de Janeiro, 19 de março de 1962) é um ator brasileiro.

## Carreira

### Na televisão
| Ano     | Título                          | Personagem                               | Notas                                             |
| ------- | ------------------------------- | ---------------------------------------- | ------------------------------------------------- |
| 2025    | Volta por Cima                  | Barbosa                                  | Episódios: "13 de março" "24–26 de março"         |
| 2023    | Terra e Paixão                  | Dr. Saviano                              | Episódios: "30 de novembro–04 de dezembro"        |
| 2023    | A Divisão                       | Alberico                                 | Episódio: "4"                                     |
| 2023    | Amor Perfeito                   | Dr. Edvaldo                              |                                                   |
| 2023    | Travessia                       | Gouveia                                  |                                                   |
| 2022    | El presidente                   | Deputado Fernando Albuquerque            | Episódio: "5"                                     |
| 2022    | Além da Ilusão                  | Dr. Amaro                                | Episódio: "24 de março"                           |
| 2022    | Quanto Mais Vida, Melhor!       | Gilson                                   | Episódio: "7 de janeiro"                          |
| 2021    | Nos Tempos do Imperador         | Bartolomé Mitre                          |                                                   |
| 2021    | Gênesis                         | Oguedi                                   | Fase: Ur dos Caldeus                              |
| 2019    | Tô de Graça                     | Deputado Zezão                           | Episódio: "A Promessa"                            |
| 2018    | Sob Pressão                     | Braga                                    | Episódio: "27 de novembro"                        |
| 2018    | Deus Salve o Rei                | Informante sobre Agnes ser uma bruxa     |                                                   |
| 2018    | Conselho Tutelar                | Pereira                                  |                                                   |
| 2017    | Tempo de Amar                   | Macário Leme                             |                                                   |
| 2016    | A Lei do Amor                   | Homem que marca encontro Com Ruty Raquel | Episódio: "2 de novembro"                         |
| 2016    | Liberdade, Liberdade            | Taveira                                  | Episódios: "25–26 de abril"                       |
| 2016    | Escrava Mãe                     | Soldado Crisaldo                         | Episódios: "8–21 de junho"                        |
| 2015    | Milagres de Jesus               | Meroz                                    | Episódio: "A Cura do Servo do Sumo Sacerdote"     |
| 2014    | Império                         | Kleber                                   |                                                   |
| 2013    | A Grande Família                | Padre                                    | Episódio: "O Casamento do Meu Melhor Mecânico"    |
| 2012    | Lado a Lado                     | Veronese                                 | Episódios: "28 de dezembro–4 de janeiro"          |
| 2012    | Tapas & Beijos                  | Geraldo                                  | Episódio: "A Prima de Sueli"                      |
| 2012    | Dercy de Verdade                | Duque                                    | Episódio: "10 de janeiro"                         |
| 2011    | Aquele Beijo                    | Pai de Danielle                          | Episódio: "1 de novembro"                         |
| 2011    | O Astro                         | Juiz de paz                              | Episódio: "11 de outubro"                         |
| 2011    | Insensato Coração               | Gonzalez                                 | Episódios: "19–28 de março"                       |
| 2010    | Ti Ti Ti                        | Adolfo Aragão                            | Episódios: "22–23 de julho"                       |
| 2010    | Nosso Querido Trapalhão         | Padre Jonas                              | Especial de fim de ano                            |
| 2010    | S.O.S. Emergência               | Homem que se preocupa com o Dr. Solano   | Episódio: "Muitos Anos de Vida"                   |
| 2009    | Cama de Gato                    | Dr. Pitágoras                            |                                                   |
| 2009    | Malhação ID                     | Professor de culinária                   |                                                   |
| 2009    | A Grande Família                | Batista                                  | Episódio: "O Poderoso Chefinho"                   |
| 2009    | Caras & Bocas                   | Detetive                                 |                                                   |
| 2008    | O Natal do Menino Imperador     | Embaixador                               | Especial de fim de ano                            |
| 2008    | Beleza Pura                     | Hipnotizador                             | Episódio: "19 de junho"                           |
| 2008    | Guerra e Paz                    | Roberto                                  | Episódio: "Os Belos & As Feras"                   |
| 2008    | Dicas de um Sedutor             | Mário                                    | Episódio: "Embaraganda"                           |
| 2006    | Paixões Proibidas               | Jacinto                                  |                                                   |
| 2006    | Floribella II                   | Dr. Grimberg                             |                                                   |
| 2005    | Sob Nova Direção                | Cara do 803                              | Episódio: "Por um Nariz de Diferença"             |
| 2004    | Zorra Total                     | Marcus Malério                           |                                                   |
| 2002    | Sítio do Picapau Amarelo        | La Fontaine                              | Episódio: "Fábulas"                               |
| 2002    | O Quinto dos Infernos           | embaixador americano                     | Episódio: "9 de janeiro"                          |
| 2000    | O Cravo e a Rosa                | Cosme Granja                             |                                                   |
| 1998    | Brida                           | Clereston                                |                                                   |
| 1997    | Mandacaru                       | Serafim Benevides                        |                                                   |
| 1997    | Anjo Mau                        | Deputado Bezerra                         |                                                   |
| 1997    | Por Amor                        | Oswaldo                                  |                                                   |
| 1996    | A Farsa da Boa Preguiça         | São Pedro                                |                                                   |
| 1996    | Caça Talentos                   | Aruk                                     | Episódios: "História Piloto" "Natal" "Bruxa Bela" |
| 1995    | Malhação                        | Cachorrão                                |                                                   |
| 1995    | Você Decide                     | —                                        | Episódio: "Mulher do Chefão"                      |
| 1994-95 | Escolinha do Professor Raimundo | Pablo Maratona                           |                                                   |
| 1993    | Você Decide                     | —                                        | Episódio: "Chofer de Táxi"                        |
| 1991    | Vamp                            | Araken                                   | Episódio: "15 de julho"                           |
| 1990    | Pantanal                        | David                                    |                                                   |
| 1987    | Mandala                         | Mordomo                                  |                                                   |

### No cinema
| Ano  | Título                          | Personagem                |
| ---- | ------------------------------- | ------------------------- |
| 2024 | Luccas e Gi em: dinossauros     | Miguel                    |
| 2019 | Minha Fama de Mau               | Carmelo                   |
| 2016 | Pelé: O Nascimento de uma Lenda | —                         |
| 2001 | O Xangô de Baker Street         | Barbeiro                  |
| 1999 | That Girl from Rio              | —                         |
| 1998 | Uma Aventura do Zico            | Alfredo                   |
| 1990 | The Fifth Monkey                | Advogado                  |
| 1989 | A Dama do Cine Shanghai         | Dum-Dum                   |
| 1989 | Lili, A Estrela do Crime        | Baterista                 |
| 1988 | A Bela Palomera                 | Garçom                    |
| 1988 | Fogo e Paixão                   | Sr. Antônio               |
| 1987 | Feliz Ano Velho                 | Gorda                     |
| 1986 | Ópera do Malandro               | Membro do Malandros "Max" |

## No teatro
- 2010 - "O Diário de Anne Frank" - Direção de Robert Castle , no Teatro Maison de France, Rio de Janeiro
- 2007/8 - Festa surpresa - direção e autoria de Carlos Arthur Thiré, no Teatro Clara Nunes, Rio de Janeiro.
- 2007/8 - Peter Pan - direção e adaptação de Sura Berditchevsky, no Teatro Villa-Lobos, RJ.
- 2006 - A Pane de Frederich Durrenmatt - direção e adaptação de José Henrique Moreira, na Casa da Suíça, RJ.
- 2005 - Crimes do Coração - direção e adaptação de Paulo Reis, no Teatro dos Quatro, RJ.
- 2005 - A busca por sinais de vida inteligente no universo, de Jane Wagner - Circuito das lonas culturais na periferia do Rio de Janeiro e temporada no Teatro Carlos Gomes, RJ.
- 2004 - Baudelaire, minha terrível paixão, de Elisa Lucinda, direção de Luís Antonio Pillar, Festival de Teatro do FATE /circuito das lonas culturais RJ.
- 2003 – Ladrão que rouba ladrão, de Ray Cooney, direção de Sura Berditchevsky, no Teatro dos Grandes Atores, RJ.
- 2001/2002 – Amante S.A - de João Bittencourt, direção de Cyrano Rosalem, Teatro Ipanema, RJ.
- ? - Tudo no escuro - de Peter Shaffer, direção de Marcus Alvisi, no Teatro TBC, São Paulo.
- 1999 - As guerreiras do amor - de Aristófanes, adaptação de Domingos de Oliveira, direção de Jayme Periard, no Teatro do Sesc-Copacabana, RJ.
- 1997/1998 – Escola de Mulheres - de Molière, adaptação de Domingos de Oliveira, direção de Eduardo Wotzik, no Teatro do Planetário da Gávea, RJ.
- 1995 – O gordo e a magra - de Cirano Rosalém, direção de Chico Anísio, turnê pelas principais cidades do Nordeste, Curitiba e São Paulo.
- 1994 – Amanhã é dia de pecar - de Mário Lago, direção de Cirano Rosalém, no Teatro da Galeria, RJ.
- 1993 – Sensações perigosas – de Lisandro Kael, direção de Cirano Rosalém, no Teatro do Barrashopping, RJ.
- 1992 – A Ccmédia musical dos smurfs - direção de Antonio Grassi, no Circo Tihany, RJ.
- 1990 – Vampíria de Tacus - direção de Carlos Gregório, no Teatro de Lona da Ilha do Governador, RJ.
- 1989 – Ensaio nº 1 - de Sérgio Santana, direção de Bia Lessa, no Teatro Delfim, RJ.
- 1985 – Poleiro dos anjos – texto e direção de Buza Ferraz, turnê pelas principais cidades brasileiras, com o grupo Pessoal do Cabaré.
- 1983 – Jogos na hora da Sssta - de Roma Mahieu, com o grupo Minha mãe não vai gostar, no Teatro Cacilda Becker, Teatro Opinião e Teatro Ipanema, RJ.

## Comerciais
Participou de vários comerciais realizados em diversas cidades brasileiras, como os da UNIMED (marceneiro), UNIBANCO, Rio-Listas, Petrobrás, Bradesco Seguros, Casa e Vídeo, lançamento do Condomínio Barra Bali, Caixa Econômica Federal, Seara, D. Paschoal, Brahma, O Globo, Mesbla, O Dia e Jornal do Brasil.